# Antonio Fazio

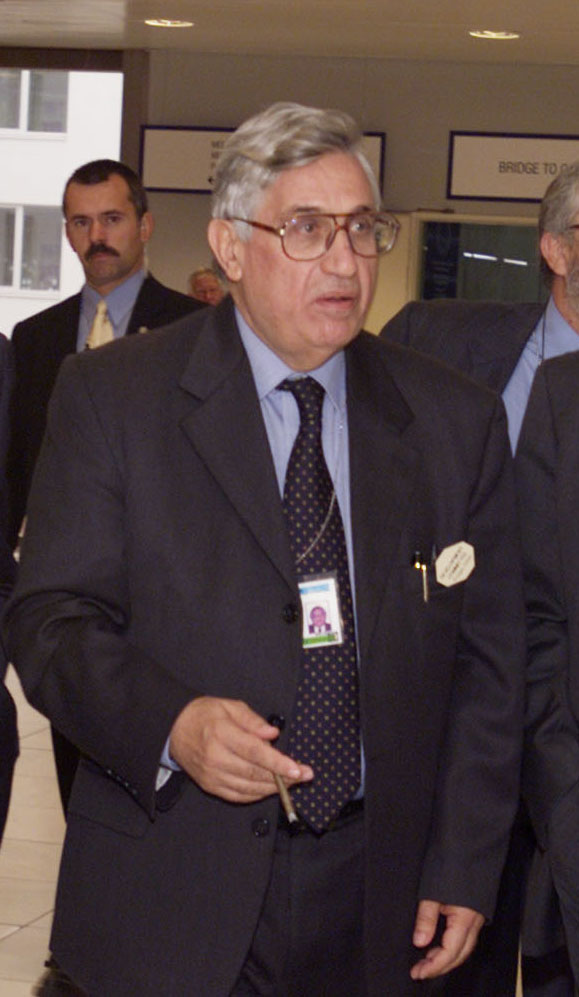
Antonio Fazio (2000)

Antonio Fazio (* 11. Oktober 1936 in Alvito, Provinz Frosinone) ist ein italienischer Wirtschaftswissenschaftler und ehemaliger Gouverneur der italienischen Zentralbank Banca d’Italia. Er wurde 1993 auf Lebenszeit für diesen Posten ernannt und galt als einer der mächtigsten Männer des Landes. Am 19. Dezember 2005 musste er im Zuge eines Bestechungsskandals und wegen Amtsmissbrauchs zurücktreten.

## Leben
Nach seinem Abschluss in Wirtschaftswissenschaften im Jahr 1960 in Rom setzte er sein Studium am Massachusetts Institute of Technology fort. Er war Assistenzprofessor für Demografie an der Wirtschaftsfakultät der Universität Rom (La Sapienza) und Wirtschaftsberater der Wirtschaftsforschungsabteilung der italienischen Zentralbank, der er 1966 als Stabsökonom beitrat.

## Kritik
Fazio war als Zentralbankchef sehr umstritten. Er stand massiv in der Kritik, als tausende italienische Kleinsparer durch die betrügerischen Konkurse von Cirio und Parmalat sowie durch den Staatsbankrott von Argentinien insgesamt mehrere Milliarden Euro verloren.
Unter Beschuss geriet er vor allem aber, als er versuchte, den kriselnden italienischen Bankenmarkt gegen Übernahmen von ausländischen Konkurrenten abzuschotten und so die Übernahme der Banca Antonveneta durch die ABN AMRO und der Banca Nazionale del Lavoro durch die spanische Banco Bilbao Vizcaya Argentaria (BBVA) zu verhindern. Dabei ermunterte und unterstützte er unter Missbrauch seiner Position die wesentlich kleinere Banca Popolare di Lodi und den Versicherer Unipol bei ihrem konkurrierenden Übernahmeangebot. Daraus entwickelte sich ein weitverzweigter Bankenskandal, der zur Verhaftung mehrerer involvierter Personen führte, darunter Gianpiero Fiorani (damals Chef der Banca Popolare di Lodi), Giovanni Consorte (damals Chef von Unipol) sowie Emilio Gnutti, Danilo Coppola und Stefano Ricucci (Financiers mit Geldmitteln ungeklärter Herkunft).

## Verurteilung
Im Mai 2011 wurde Fazio von einem Gericht in Mailand in erster Instanz zu einer Freiheitsstrafe von vier Jahren verurteilt. Außerdem muss er eine Strafe von 1,5 Millionen Euro bezahlen und darf für vier Jahre kein öffentliches Amt bekleiden. Er muss nun hoffen, dass die Verfahren gegen ihn verjähren, bevor sie die dritte Instanz erreichen.